# اکیودیو، ساسکاچوان
اکیودیو، ساسکاچوان (به انگلیسی: Aquadeo, Saskatchewan) یک منطقهٔ مسکونی در کانادا است که در ساسکاچوان واقع شده‌است. اکیودیو ۱۷۲٫۹ کیلومتر مربع مساحت و ۱۲۳ نفر جمعیت دارد.